# Osphranter robustus
Il canguro delle rocce (Osphranter robustus (Gould, 1841)), noto anche come wallaroo robusto, è una grossa specie di Macropodide dall'aspetto molto variabile diffusa in gran parte del continente australiano.

## Descrizione
Il canguro delle rocce è un po' più piccolo del canguro rosso e dei canguri grigi, ma ha una struttura più massiccia. La lunghezza del corpo varia tra 75 e 140 cm, quella della coda tra 60 e 90 cm; il peso può arrivare a 36 kg. Esibisce un chiaro dimorfismo sessuale: il maschio ha dimensioni nettamente maggiori di quelle della femmina.
L'aspetto generale, come per la maggior parte dei canguri, è caratterizzato dalla coda lunga e forte, dalle zampe posteriori molto più grandi e muscolose di quelle anteriori, dal muso allungato e dalle grandi orecchie.
Il colore sul lato dorsale è grigio scuro e a volte quasi nero, mentre è più chiaro sul lato ventrale. Piedi e coda sono marrone scuro.

## Distribuzione e habitat
È diffuso in tutta l'Australia, ma non in Tasmania. Vive anche nelle zone aride dell'Australia centrale.

## Biologia
È un animale in genere solitario, la cui attività si svolge di notte e all'alba; trascorre il giorno riposando all'ombra (per lo più di rocce, data la scarsa vegetazione del suo habitat).
Come tutti i canguri, il canguro delle rocce è erbivoro; può nutrirsi di piante presenti nelle zone aride, come quelle del genere Spinifex, e può sopravvivere a lungo senza bere, con la sola acqua fornita dal cibo solido.
La gestazione dura circa 32 giorni; dopo la nascita il cucciolo trascorre da otto a nove mesi nel marsupio e raggiunge la maturità sessuale entro i due anni di età. Avvengono nascite ritardate: se la femmina concepisce subito dopo il parto, l'embrione non si sviluppa fino a quando il nato precedente non lascia il marsupio.
L'aspettativa di vita non supera i 20 anni.

## Sottospecie
Ne esistono quattro sottospecie:
- M. r. robustus - diffusa in Australia orientale. I maschi di questa sottospecie sono ricoperti da una pelliccia scura e ricordano moltissimo il wallaroo di Woodward (Macropus bernardus). Le femmine sono più chiare, quasi sempre di color sabbia[3].
- M. r. erubescens - diffusa nelle regioni non occupate dalle altre sottospecie. Ha un aspetto molto variabile, ma quasi tutti gli esemplari sono di colore brunastro[3].
- M. r. isabellinus - ristretta all'Isola di Barrow, nell'Australia Occidentale. Ha dimensioni relativamente piccole e pelliccia bruno-rossastra[3].
- M. r. woodwardi - diffusa nel Kimberley, in Australia Occidentale, e in una fascia del Territorio del Nord. Con la sua colorazione grigio-bruna è la sottospecie dai toni più chiari[3].

Come specie il canguro delle rocce non è ritenuto minacciato, ma la sottospecie dell'Isola di Barrow (M. r. isabellinus) è classificata come vulnerabile.

## Nella cultura di massa
Il wallaroo è il simbolo della Nazionale di rugby a 15 femminile dell'Australia, le cui giocatrici sono chiamate Wallaroos.